# Siaen
Le Siaen (ourdou : سیاح / Siaen) est une race de chevaux de selle originaire du District de Jhang, dans la province du Pendjab, au Pakistan. Méconnu, il est réputé d'ascendance arabe, et mentionné pour la beauté de ses yeux. La race est vraisemblablement rare.

## Histoire
Le Siaen est également connu sous les noms de « Shien », « Shiaen », et « Sheehan ». Méconnue, cette race n'est pas mentionnée dans la base de données DAD-IS, ni dans l'encyclopédie de Bonnie Lou Hendricks (Université de l'Oklahoma, 2007), ni dans celle de CAB International (2016). Elle descend peut-être de l'Arabe de lignée Saklawi, ; en effet, la plupart des chevaux indigènes pakistanais ont été influencés par l'Arabe.
En 2004, le chercheur M. S. Khan du département d'agriculture de l'université de Faisalabad cite le Siaen parmi les dix races ou lignées de chevaux recensées au Pakistan.

## Description
D'après le guide Delachaux, reprenant les données d'un site web d'agriculture pakistanais, le Siaen toise de 1,40 m à 1,45 m au garrot. Il est très proche du Morna, mais plus petit de taille,.
La tête présente un profil concave (convexe selon le guide Delachaux), avec de grands yeux qui suscitent souvent l'admiration. L'encolure est de moyenne longueur. Le poitrail est large.
Les robes les plus fréquentes sont le bai, l'alezan et le noir,.

## Utilisations
Ces chevaux sont destinés aux sports équestres locaux, et essentiellement montés.

## Diffusion de l'élevage

Localisation du district de Jhang, dans le Pendjab.

Le Siaen est considéré comme l'une des races de chevaux indigènes du Pakistan. Plus précisément, son berceau est le district de Jhang ; d'après le guide Delachaux (dont l'auteure a visiblement fait erreur en recopiant ses sources), il se trouve aussi dans les régions de Faisalabad et Okara Tehsil (en), dans le Pendjab. Son élevage est perpétué par diverses familles pakistanaises.
En 2004, il n'existait ni estimation de la population, ni données de tendance connue en matière d'élevage. L'étude menée par Rupak Khadka de l'Université d'Uppsala, publiée en août 2010 pour la FAO, ne signale pas le Siaen.
Le Siaen est vraisemblablement une race rare.